# 칼디 (신)

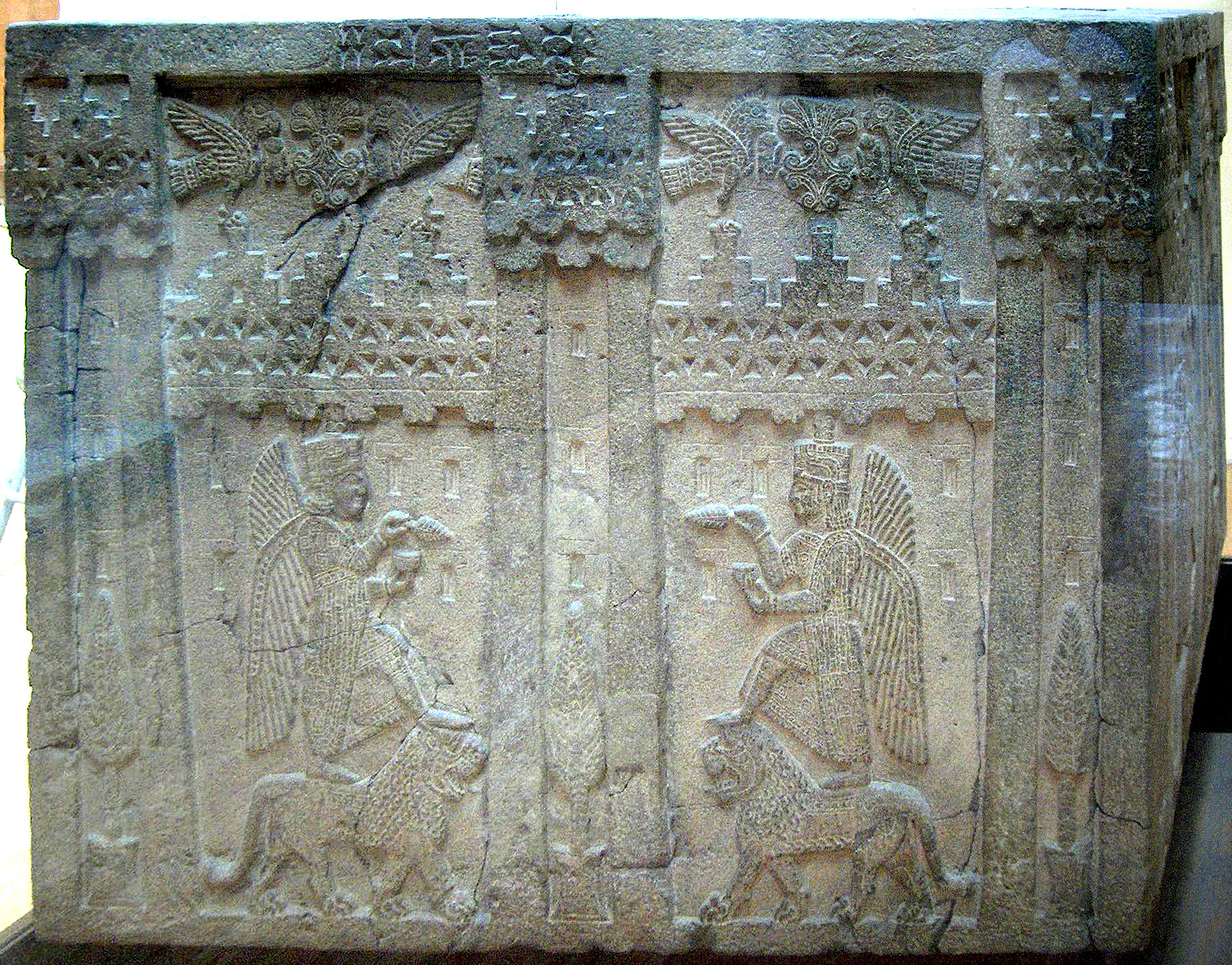
할디신이 사자위에 서서 창날과 그릇을 쥐고 있다. 우라르투의 루사스 2세 (685-645 BC)시대

칼디(할디)는 우라르투의 최고의 신이다. 칼디는 테이스파스, 아르티니스와 함께 우라르투 3신을 형성하며 그의 배우자는 바그바르키 여신이었다. 우라르투인은 그를 그들의 조상으로 여기며, 칼디의 주 사원은 우르미아 호수의 남서쪽 고대도시 무사시르에 건설되었다. 영역은 칼디니 또는 칼드라 불리는 사람들이 거주하였는데, 주로 우라르투의 수도 반 호수 영역이다.